# Neivamyrmex rugulosus
Neivamyrmex rugulosus är en myrart som beskrevs av Borgmeier 1953. Neivamyrmex rugulosus ingår i släktet Neivamyrmex och familjen myror. Inga underarter finns listade i Catalogue of Life.

## Bildgalleri

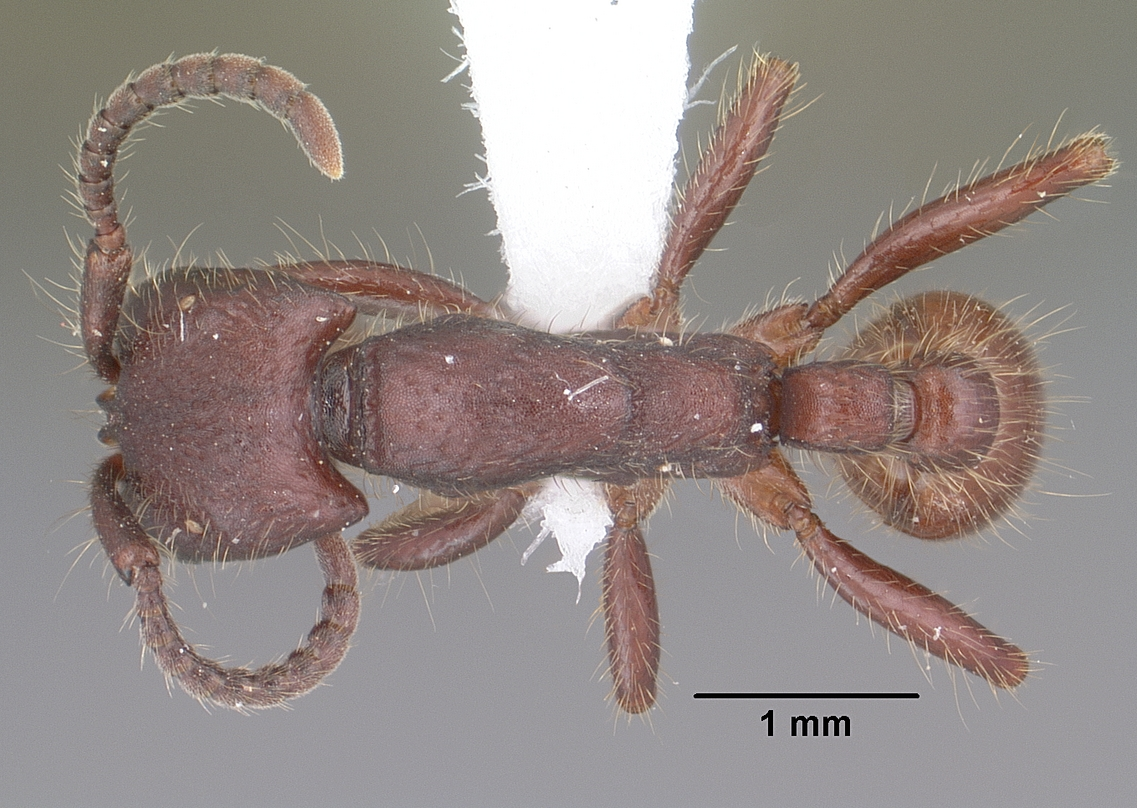
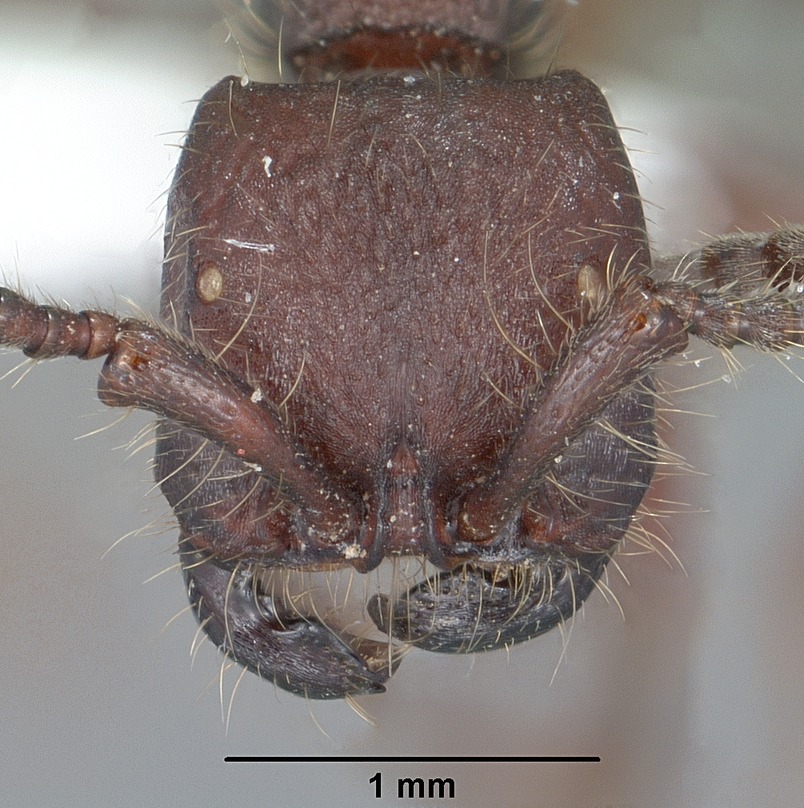
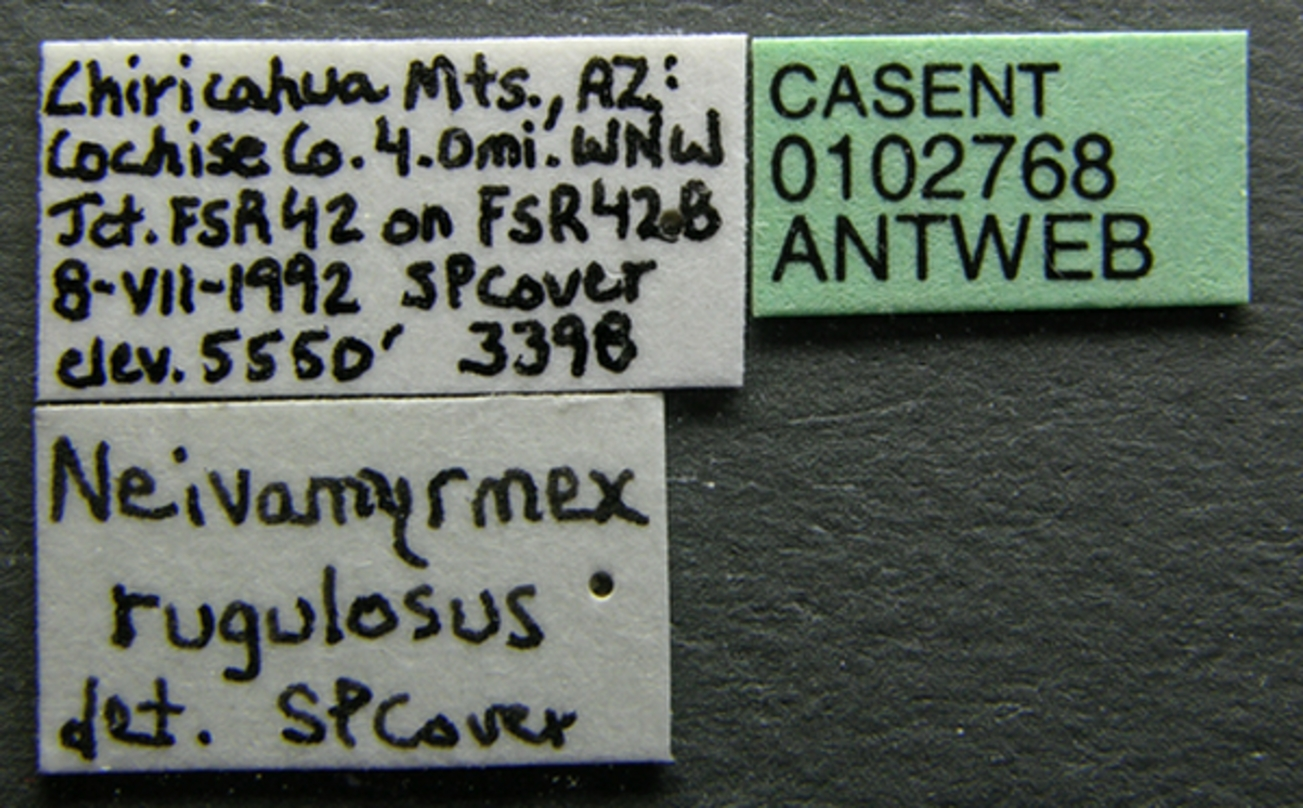
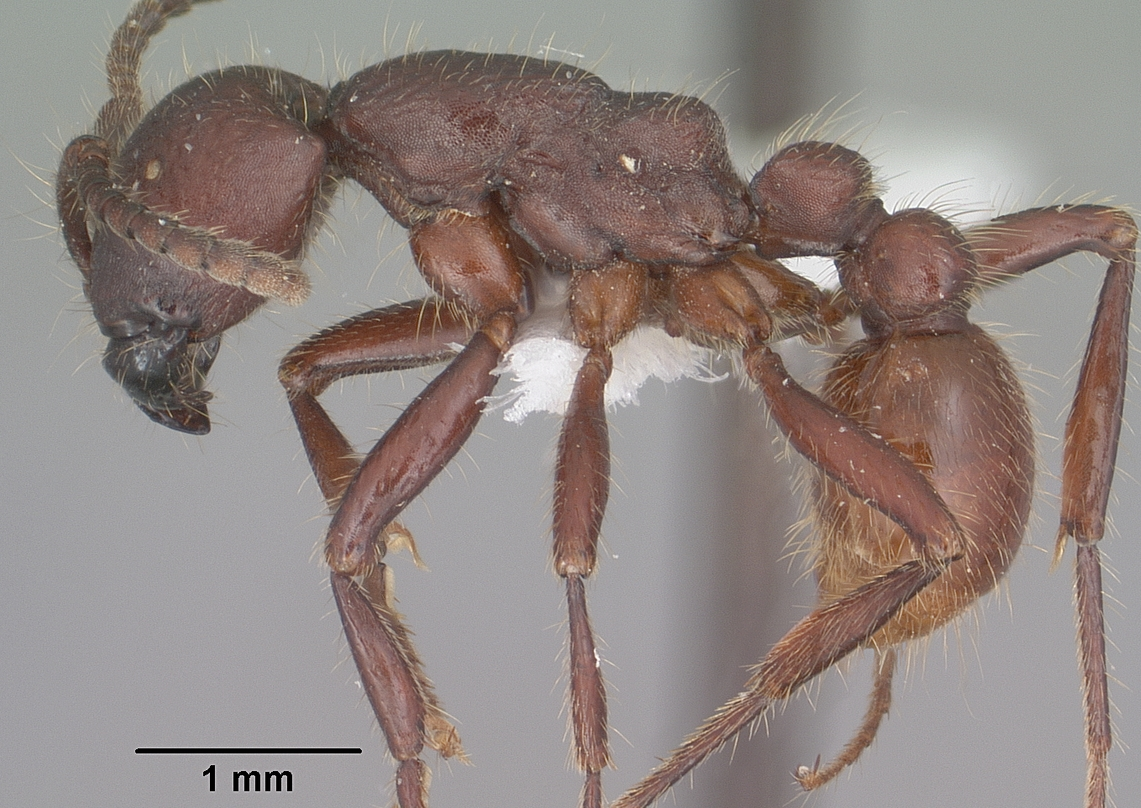